# Internationale Filmfestspiele von Venedig 2020

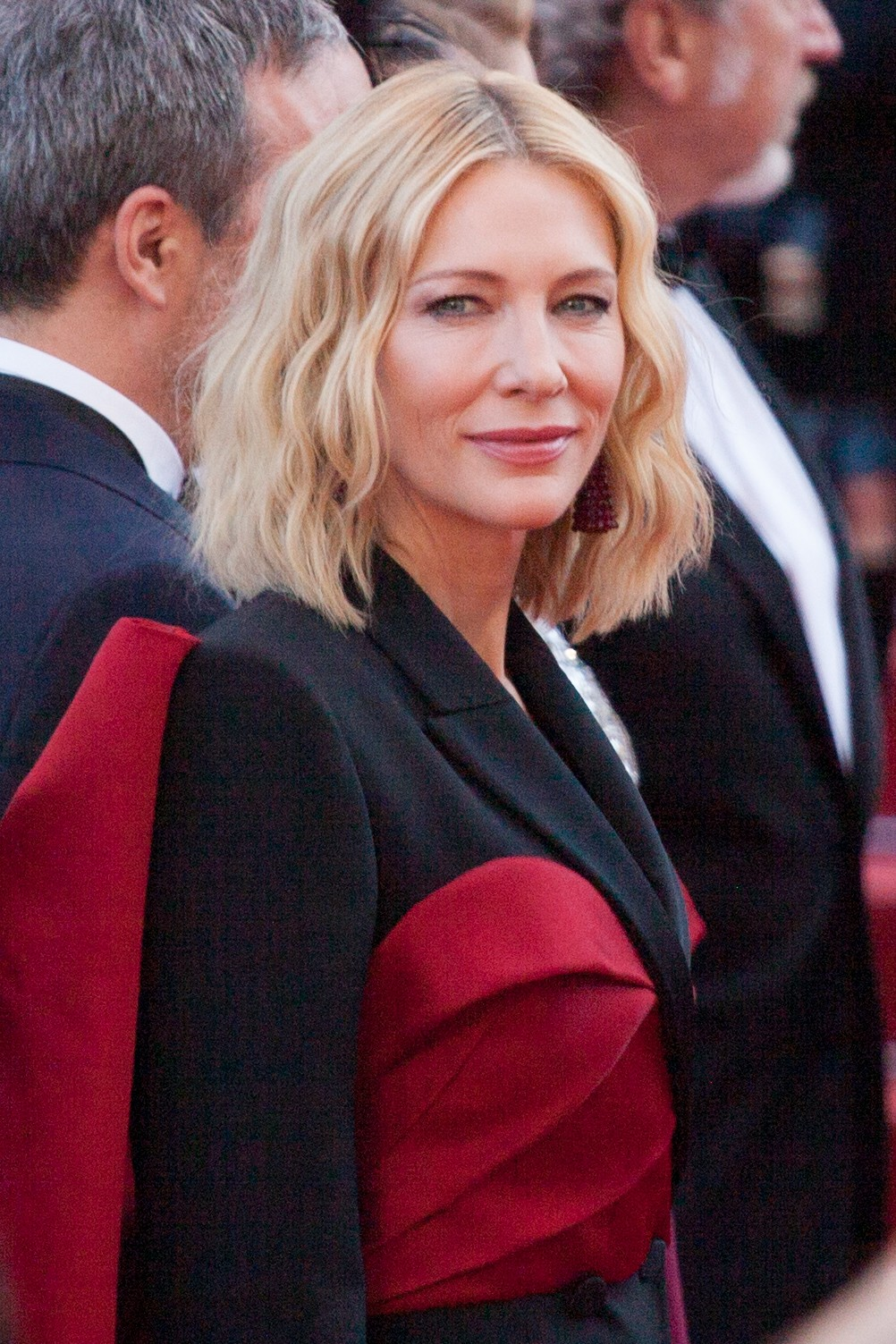
Cate Blanchett (2018), steht dieses Jahr der Jury um den Goldenen Löwen vor.

Die 77. Internationalen Filmfestspiele von Venedig (italienisch 77. Mostra Internazionale d’Arte Cinematografica) fanden vom 2. bis zum 12. September 2020 am Lido statt. Sie zählen neben der Berlinale und den Filmfestival von Cannes zu den drei bedeutendsten A-Festivals der Welt und standen zum 9. Mal unter der Leitung von Alberto Barbera. Es war das erste große Filmfestival, das seit der COVID-19-Pandemie veranstaltet wurde. Mit dem Hauptpreis wurde der Spielfilm Nomadland von Chloé Zhao ausgezeichnet.

## Hintergrund

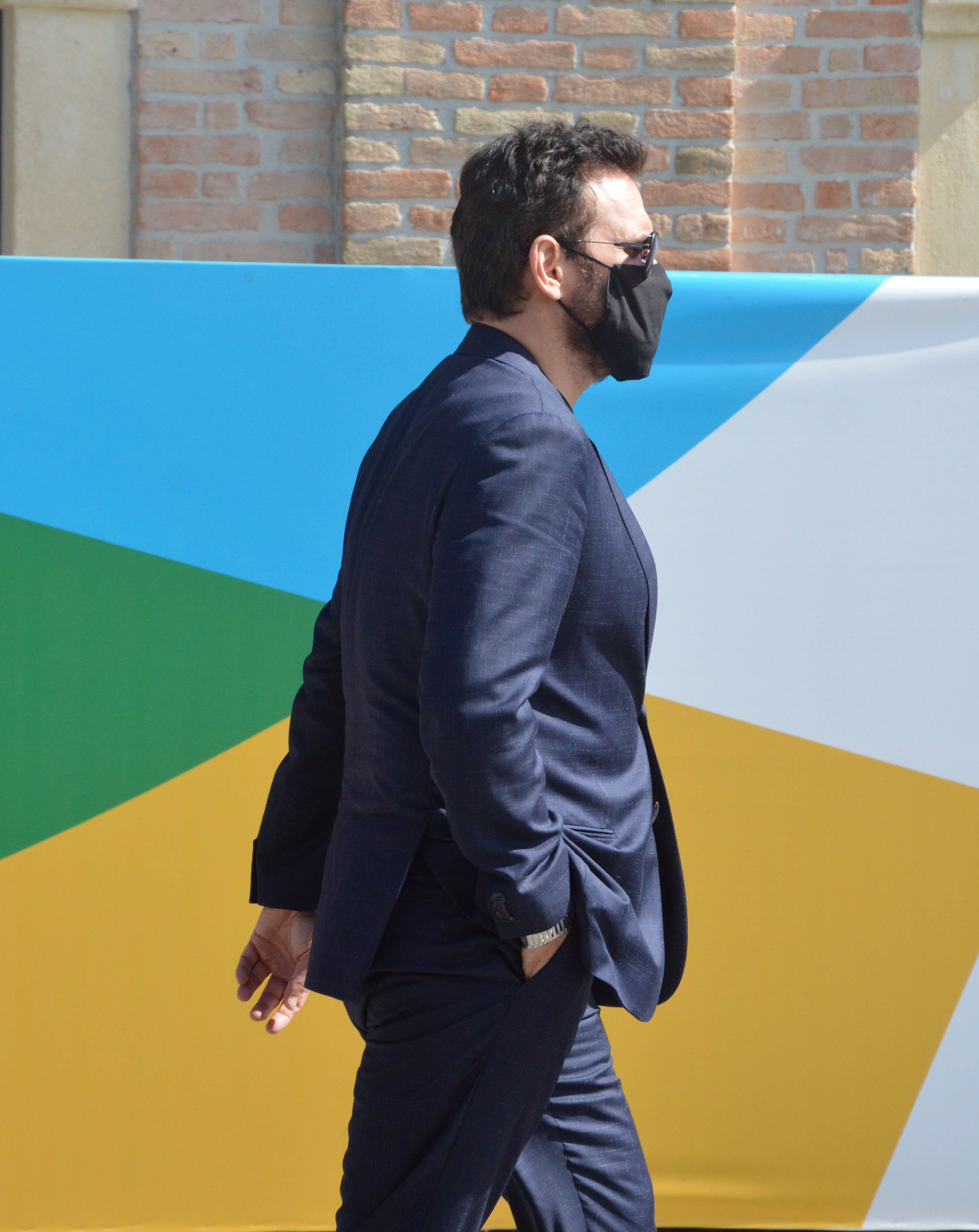
Jury-Mitglied Matt Dillon

Während die für Mai 2020 geplanten 73. Filmfestspiele von Cannes aufgrund der COVID-19-Pandemie abgesagt wurden, bestätigte Luca Zaia, der Präsident der Region Venetien, am 24. Mai 2020, dass das Filmfestival von Venedig wie geplant Anfang September 2020 stattfinden soll, wobei es zu einigen Einschränkungen kommen werde, nachdem einige Arbeiten für die Filme wegen der Pandemie unterbrochen worden waren. Am 7. Juli 2020 wurde bekannt, dass weniger Filme als in den vergangenen Jahren gezeigt werden sollen. Erhalten blieben die Schienen Venezia 77 und Orizzonti, die Veranstalter verzichteten auf die Schiene Sconfini. Die Liste der Filme wurde am 28. Juli 2020 in Rom vorgestellt. Die Sektion Venice Virtual Reality soll online gezeigt werden.
Im Rahmen der Hygiene- und Abstandsregeln wurde die Anzahl der Vorführungen erhöht, damit sich die Besucher besser verteilen können. Auch wurden zwei neue Open-Air-Kinos aufgebaut. Besucher müssen während der Filmvorführungen einen Mund-Nasen-Schutz tragen. Tickets können nur online gekauft oder reserviert werden, jeder zweite Sitzplatz soll leer bleiben. Bei Veranstaltungen in geschlossenen Räumen werden die Daten der Teilnehmenden erfasst, um mögliche Infektionsketten zurückverfolgen zu können. An mehreren Stellen des Veranstaltungsorts sollen die Temperaturen von Kinogästen und Pressevertretern gemessen werden.

## Eröffnung und Ehrenpreisträger
Als Moderatorin der Auftaktzeremonie und der abschließenden Preisgala wurde die italienische Schauspielerin Anna Foglietta ausgewählt. Zur Eröffnungszeremonie sind neben Alberto Barbera mit Carlo Chatrian (Berlin), Thierry Frémaux (Cannes), Lili Hinstin (Locarno), Vanja Kaluđerčić (Rotterdam), Karel Och (Karlovy Vary), José Luis Rebordinos (San Sebastián) und Tricia Tuttle (London) sieben weitere künstlerische Leiter wichtiger internationaler europäischer Filmfestivals eingeladen, deren Veranstaltungen aufgrund der Pandemie zum Teil abgesagt oder verschoben werden mussten. In einem gemeinsamen Appell wollen sie solidarisch an die Bedeutung der Kunst und des Kinos sowie die gebeutelte Filmindustrie erinnern. Ebenfalls zur Eröffnungsfeier soll der Sohn des im Juli 2020 verstorbenen italienischen Filmmusik-Komponisten Ennio Morricone das römische Orchester Sinfonietta dirigieren, das Werke seines Vaters spielen soll. Ennio Morricone hatte 1995 den Goldenen Löwen für sein Lebenswerk erhalten.
Der britischen Schauspielerin Tilda Swinton und der Hongkonger Regisseurin Ann Hui wurde der Goldene Löwe als Ehrenpreis für ein Lebenswerk zuerkannt.
Als Eröffnungsfilm wurde das italienische Drama Was uns hält von Regisseur Daniele Luchetti mit Alba Rohrwacher, Luigi Lo Cascio und Laura Morante ausgewählt.

## Offizielle Sektionen

### Wettbewerb

#### Jury
Jurypräsidentin des Internationalen Wettbewerbs (Venezia 77), in dem unter anderem der Goldene Löwe für den besten Film des Festivals vergeben wird, wurde die australische Schauspielerin Cate Blanchett. Blanchett wurde 2007 bei den 64. Internationalen Filmfestspielen von Venedig mit der Coppa Volpi als beste Darstellerin in I’m Not There ausgezeichnet und war 2018 Jurypräsidentin bei den 71. Filmfestspielen von Cannes.
Der Jurypräsidentin standen bei der Vergabe der Preise folgende sechs Jurymitglieder zur Seite:
- Matt Dillon, US-amerikanischer Schauspieler[15]
- Veronika Franz, österreichische Regisseurin und Drehbuchautorin
- Joanna Hogg, britische Regisseurin
- Nicola Lagioia, italienischer Schriftsteller
- Christian Petzold, deutscher Regisseur
- Ludivine Sagnier, französische Schauspielerin

Ende August 2020 wurde der US-Schauspieler Matt Dillon zum Jurymitglied ernannt. Ursprünglich war als sechstes Jurymitglied der rumänischen Filmemacher Cristi Puiu vorgesehen, der wegen unvorhersehbarer Schwierigkeiten nicht am Festival teilnehmen konnte.

#### Konkurrenten um den Goldenen Löwen
Das offizielle Programm für die 77. Auflage des Festivals wurde auf der Pressekonferenz am 28. Juli 2020 präsentiert. 18 Langfilme konkurrieren im Wettbewerb um den Goldenen Löwen, darunter mit dem Dokumentarfilmer Gianfranco Rosi auch ein früherer Wettbewerbsgewinner. Nachdem es in den letzten Jahren teils heftige Kritik an fehlender Gleichberechtigung bei den Einladungen gab, waren in diesem Jahr acht Regisseurinnen vertreten. Festivalchef Barbera betonte, die Auswahl sei „ausschließlich aufgrund von Qualität und nicht als Ergebnis einer Geschlechterquote“ getroffen worden. Kritiker hoben das Fehlen nicht fertiggestellter amerikanischer Filmproduktionen sowie eine Mehrzahl an italienischen Beiträgen hervor. Dies würde aber die Auswahl im Vergleich zu vorangegangenen Auflagen vielfältiger machen.
| Film                                   | Internationaler Titel            | Regie                                | Land                                                                                             |
| -------------------------------------- | -------------------------------- | ------------------------------------ | ------------------------------------------------------------------------------------------------ |
| Lovers – Die Liebenden                 | Lovers                           | Nicole Garcia                        | Frankreich                                                                                       |
| The Disciple                           | The Disciple                     | Chaitanya Tamhane                    | Indien                                                                                           |
| Dorogie Tovarischi! (Дорогие товарищи) | Dear Comrades!                   | Andrei Kontschalowski                | Russland                                                                                         |
| Khōrshīd (خورشید)                      | Sun Children                     | Majid Majidi                         | Iran                                                                                             |
| Laila in Haifa                         | Laila in Haifa                   | Amos Gitai                           | Israel, Frankreich                                                                               |
| Miss Marx                              | Miss Marx                        | Susanna Nicchiarelli                 | Italien, Belgien                                                                                 |
| Nomadland                              | Nomadland                        | Chloé Zhao                           | USA                                                                                              |
| Notturno                               | Notturno                         | Gianfranco Rosi                      | Italien, Frankreich, Deutschland                                                                 |
| New Order – Die neue Weltordnung       | New Order – Die neue Weltordnung | Michel Franco                        | Mexiko, Frankreich                                                                               |
| Padrenostro                            | Padrenostro                      | Claudio Noce                         | Italien                                                                                          |
| Pieces of a Woman                      | Pieces of a Woman                | Kornél Mundruczó                     | Kanada, Ungarn                                                                                   |
| Quo Vadis, Aida?                       | Quo Vadis, Aida?                 | Jasmila Žbanić                       | Bosnien-Herzegowina, Deutschland, Frankreich, Österreich, Polen, Rumänien, Niederlande, Norwegen |
| Səpələnmiş ölümlər arasında            | In Between Dying                 | Hilal Baydarov                       | Aserbaidschan, USA                                                                               |
| Der Masseur                            | Never Gonna Snow Again           | Małgorzata Szumowska, Michał Englert | Polen, Deutschland                                                                               |
| Le Sorelle Macaluso                    | Le Sorelle Macaluso              | Emma Dante                           | Italien                                                                                          |
| Supai no tsuma (スパイの妻)            | Wife of a Spy                    | Kiyoshi Kurosawa                     | Japan                                                                                            |
| Und morgen die ganze Welt              | And Tomorrow the Entire World    | Julia von Heinz                      | Deutschland, Frankreich                                                                          |
| The World to Come                      | The World to Come                | Mona Fastvold                        | USA                                                                                              |

#### Außer Konkurrenz
| Film                          | Regie            | Land                   |
| ----------------------------- | ---------------- | ---------------------- |
| Assandira                     | Salvatore Mereu  | Italien                |
| The Duke                      | Roger Michell    | Vereinigtes Königreich |
| The Human Voice               | Pedro Almodóvar  |                        |
| Was uns hält (Eröffnungsfilm) | Daniele Luchetti | Italien                |
| Lasciami Andare               | Stefano Mordini  | Italien                |
| Love After Love               | Ann Hui          | China                  |
| Mandibules                    | Quentin Dupieux  | Frankreich, Belgien    |
| Mosquito State                | Filip Jan Rymsza | Polen                  |
| Night in Paradise             | Park Hoon-jung   | Südkorea               |
| One Night in Miami            | Regina King      | USA                    |
| Run Hide Fight                | Kyle Rankin      | USA                    |

| Film                            | Regie                          | Land    |
| ------------------------------- | ------------------------------ | ------- |
| City Hall                       | Frederick Wiseman              |         |
| Crazy, Not Insane               | Alex Gibney                    |         |
| Final Account                   | Luke Holland                   |         |
| Fiori, Fiori, Fiori!            | Luca Guadagnino                | Italien |
| Ich bin Greta                   | Nathan Grossman                |         |
| Hopper/Welles                   | Orson Welles                   |         |
| La Verite Su La Dolce Vita      | Giussepe Pedersoli             |         |
| Molecole                        | Andrea Segre                   |         |
| Narciso Em Ferias               | Renato Terra und Ricardo Calil |         |
| Paolo Conte, Via Con Me         | Giorgio Verdelli               |         |
| Salvatore – Shoemaker of Dreams | Luca Guadagnino                |         |
| Sportin’ Life                   | Abel Ferrara                   |         |

| Film                  | Regie                   | Land |
| --------------------- | ----------------------- | ---- |
| 30 Monedas, Episode 1 | Álex de la Iglesia      |      |
| Princesse Europe      | Camille Lotteau         |      |
| Omelia Contadina      | Alice Rohrwacher und JR |      |

### Orizzonti

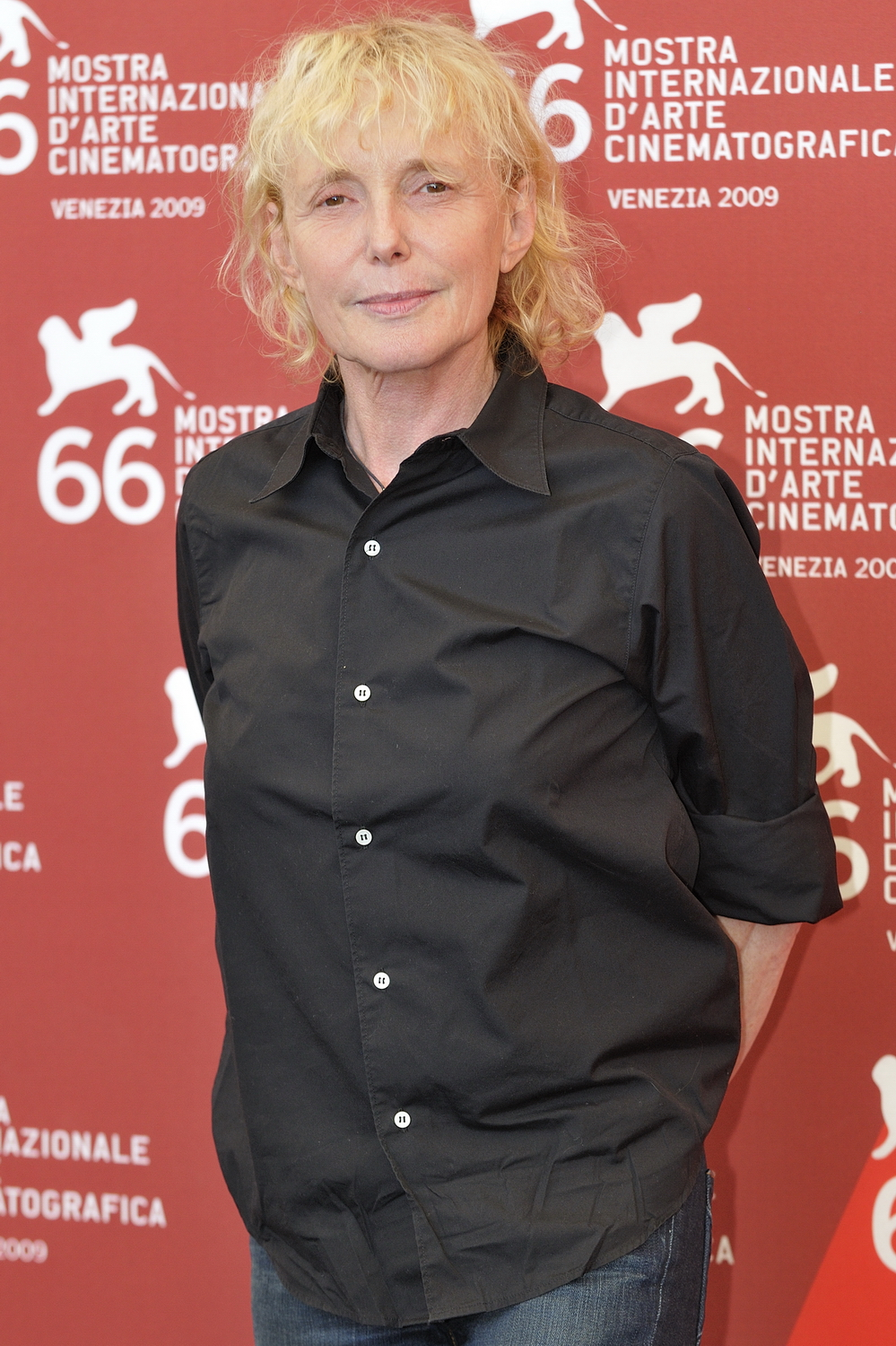
Claire Denis führt den Juryvorsitz der Sektion Orizzonti.

Den Vorsitz der Jury hatte die französische Filmregisseurin und Drehbuchautorin Claire Denis inne. Weitere Jurymitglieder sind:
- Christine Vachon, US-amerikanische Filmregisseurin und Filmproduzentin
- Oskar Alegria, spanischer Regisseur
- Francesca Comencini, italienische Regisseurin
- Katriel Schory, früherer Direktor des Israel Film Funds

| Film                                    | Regie                                | Land                                                 |
| --------------------------------------- | ------------------------------------ | ---------------------------------------------------- |
| Apples / Mila                           | Christos Nikou                       | Griechenland, Polen, Slowenien                       |
| La Troisième Guerre                     | Giovanni Aloi                        | Frankreich                                           |
| Milestone / Meel Patthar                | Ivan Ayr                             | Indien                                               |
| The Wasteland / Dashte Khamoush         | Ahmad Bahrami                        | Iran                                                 |
| Der Mann, der seine Haut verkaufte      | Kaouther Ben Hania                   | Tunesien, Frankreich, Deutschland, Belgien, Schweden |
| I Predatori                             | Pietro Castellitto                   | Italien                                              |
| Mainstream                              | Gia Coppola                          | USA                                                  |
| Genus Pan / Lahi, Hayop                 | Lav Diaz                             | Philippinen                                          |
| Zanka Contact                           | Ismaël el Iraki                      | Frankreich, Marokko, Belgien                         |
| Guerre E Pace                           | Martina Parenti und Massimo D’Anolfi | Italien, Schweiz                                     |
| Night of the Kings                      | Philippe Lacôte                      | Elfenbeinküste, Frankreich, Kanada                   |
| The Furnace                             | Roderick MacKay                      | Australien                                           |
| Careless Crime / Jenayat-e bi deghat    | Shahram Mokri                        | Iran                                                 |
| Gaza mon amour                          | Tarzan Nasser und Arab Nasser        | Palästina, Frankreich, Deutschland, Portugal, Katar  |
| Selva Trágica                           | Yulene Olaizola                      | Mexiko, Frankreich, Kolumbien                        |
| Nowhere Special                         | Uberto Pasolini                      | Italien, Rumänien, UK                                |
| Listen                                  | Ana Rocha de Sousa                   | UK, Portugal                                         |
| The Best Is Yet to Come / Bu zhi bu xiu | Wang Jing                            | China                                                |
| Gelbe Katze / Zheltaya koshka           | Ädilchan Jerschanow                  | Kasachstan, Frankreich                               |

### Venezia Classici
Die Reihe Venezia Classici (englisch Venice Classics) präsentiert seit 2012 restaurierte Filmklassiker sowie Dokumentarfilme über das Filmemachen oder einzelne Filmschaffende. Die Sektion soll aufgrund der COVID-19-Pandemie am Festival Il Cinema Ritrovato in Bologna vom 25. bis zum 31. August 2020 gezeigt werden.
| Titel                                                                                               | Originaltitel                                | Regie                  | Produktionsland | Erscheinungs- jahr |
| --------------------------------------------------------------------------------------------------- | -------------------------------------------- | ---------------------- | --------------- | ------------------ |
| Chronik einer Liebe                                                                                 | Cronaca di un amore                          | Michelangelo Antonioni | Italien         | 1950               |
| Claudine                                                                                            | Claudine                                     | John Berry             | USA             | 1974               |
| Gehetzt                                                                                             | You Only Live Once                           | Fritz Lang             | USA             | 1937               |
| GoodFellas – Drei Jahrzehnte in der Mafia                                                           | Goodfellas                                   | Martin Scorsese        | USA             | 1990               |
| Late Season                                                                                         | Utószezon                                    | Zoltán Fábri           | Ungarn          | 1966               |
| Das letzte Abendmahl                                                                                | La última cena                               | Tomás Gutiérrez Alea   | Kuba            | 1976               |
| Der Rikschamann                                                                                     | 無法松の一生                                 | Hiroshi Inagaki        | Japan           | 1958               |
| Serpico                                                                                             | Serpico                                      | Sidney Lumet           | USA             | 1973               |
| Unvollendete Partitur für ein mechanisches Klavier Unvollendetes Stück für ein mechanisches Klavier | Неоконченная пьеса для механического пианино | Nikita Michalkow       | Sowjetunion     | 1977               |
| Verführung auf italienisch                                                                          | Sedotta e abbandonata                        | Pietro Germi           | Italien         | 1964               |
| Vengeance Is Mine                                                                                   | 復讐するは我にあり                           | Shōhei Imamura         | Japan           | 1979               |
| Vier im roten Kreis                                                                                 | Le Cercle Rouge                              | Jean-Pierre Melville   | Frankreich      | 1970               |
| The Young Girl                                                                                      | Den muso                                     | Souleymane Cissé       | Mali            | 1975               |

## Unabhängige Filmreihen

### Settimana Internazionale della Critica
Die italienische Filmkritikervereinigung Sindacato Nazionale Critici Cinematografici Italiani veranstaltet die Internationale Kritikerwoche (Settimana Internazionale della Critica – SIC), bei der internationale Debütfilme von einer unabhängigen Kommission ausgewählt werden. Sie ist nach dem Vorbild der „Quinzaine des Réalisateurs“ bei den Filmfestspielen von Cannes entstanden. Als Eröffnungsfilm der Kritikerwoche wurde The Book of Vision von Carlo Hintermann ausgewählt.
| Film                                                                             | Regie                              | Land           |
| -------------------------------------------------------------------------------- | ---------------------------------- | -------------- |
| 50 or Two Whales Meet at the Beach / 50 o dos ballenas se encuentran en la playa | Jorge Cuchí                        | Mexiko         |
| Hayaletler / Ghosts                                                              | Azra Deniz Okyay                   | Türkei, Katar  |
| Non odiare / Thou Shalt Not Hate                                                 | Mauro Mancini                      | Italien, Polen |
| Pohani dorogy / Bad Roads                                                        | Natalya Vorozhbit                  | Ukraine        |
| Shorta – Das Gesetz der Straße                                                   | Anders Ølholm Frederik Louis Hviid | Dänemark       |
| Topside                                                                          | Celine Held, Logan George          | USA            |
| Tvano nebus / The Flood Won’t Come                                               | Marat Sargsyan                     | Litauen        |

| Film                                | Regie                 | Land                 |
| ----------------------------------- | --------------------- | -------------------- |
| The Book of Vision (Eröffnungsfilm) | Carlo Hintermann      | Italien, UK, Belgien |
| The Rossellinis (Abschlussfilm)     | Alessandro Rossellini | Italien, Lettland    |

### Giornate degli Autori – Venice Days
| Film                         |                                                     | Regie                              | Land                                                     |
| ---------------------------- | --------------------------------------------------- | ---------------------------------- | -------------------------------------------------------- |
| 200 Meters                   | 200 Meters                                          | Ameen Nayfeh                       | Palästina                                                |
| Conference                   | Конференция                                         | Iwan Twerdowski                    | Russland, Estonia, Italien, UK                           |
| Honey Cigar (Eröffnungsfilm) | Cigare au miel                                      | Kamir Aïnouz                       | Frankreich, Algerien                                     |
| Mama                         | Mama                                                | Li Dongmei                         | China                                                    |
| Oasis                        | Oaza                                                | Ivan Ikić                          | Serbien, Slowenien, Niederlande, Bosnien und Herzegowina |
| Márta sucht János            | Felkészülés meghatározatlan ideig tartó együttlétre | Lili Horvát                        | Ungarn                                                   |
| Residue                      | Residue                                             | Merawi Gerima                      | USA                                                      |
| The Stonebreaker             | Spaccapietre                                        | Gianluca und Massimiliano De Serio | Italien, Frankreich, Belgien                             |
| Tengo miedo torero           | Tengo miedo torero                                  | Rodrigo Sepúlveda                  | Chile, Argentinien, Mexiko                               |
| The Whaler Boy               | Kitoboy                                             | Filipp Jurjew                      | Russland                                                 |

| Film           |                | Regie         | Land   |
| -------------- | -------------- | ------------- | ------ |
| Saint-Narcisse | Saint-Narcisse | Bruce LaBruce | Kanada |

| Film                            |                                 | Regie                           | Land                          |
| ------------------------------- | ------------------------------- | ------------------------------- | ----------------------------- |
| Extraliscio – Punk da balera    | Extraliscio – Punk da balera    | Elisabetta Sgarbi               | Italien                       |
| Guida romantica a posti perduti | Guida romantica a posti perduti | Giorgia Farina                  | Italien                       |
| The New Gospel                  | Das Neue Evangelium             | Milo Rau                        | Deutschland, Schweiz, Italien |
| Samp                            | Samp                            | Flavia Mastrella, Antonio Rezza | Italien                       |

| Film          |               | Regie                | Land           |
| ------------- | ------------- | -------------------- | -------------- |
| #19 Nightwalk | #19 Nightwalk | Małgorzata Szumowska | Italien, Polen |

| Film                              |                                   | Regie                                | Land    |
| --------------------------------- | --------------------------------- | ------------------------------------ | ------- |
| Est (Eröffnungsfilm)              | Est (Eröffnungsfilm)              | Antonio Pisu                         | Italien |
| Santarcangelo Festival            | Santarcangelo Festival            | Michele Mellara und Alessandro Rossi | Italien |
| Agalma                            | Agalma                            | Doriana Monaco                       | Italien |
| iSola                             | iSola                             | Elisa Fuksas                         | Italien |
| James                             | James                             | Andrew Della Monica                  | Italien |
| Nilde Iotti, Il Tempo Delle Donne | Nilde Iotti, Il Tempo Delle Donne | Peter Marcias                        | Italien |
| Venice Concert 1989               | Venice Concert 1989               | Wayne Isham und Egbert Van Hee       | UK      |
| Say Amen, Somebody                | Say Amen, Somebody                | George T. Nierenberg                 | USA     |
| To The Moon                       | To The Moon                       | Tadhg O’Sullivan                     | Ireland |
| En Ce Moment                      | En Ce Moment                      | Serena Vittorini                     | Italien |
| Solitaire                         | Solitaire                         | Edoardo Natoli                       | Italien |

## Auszeichnungen

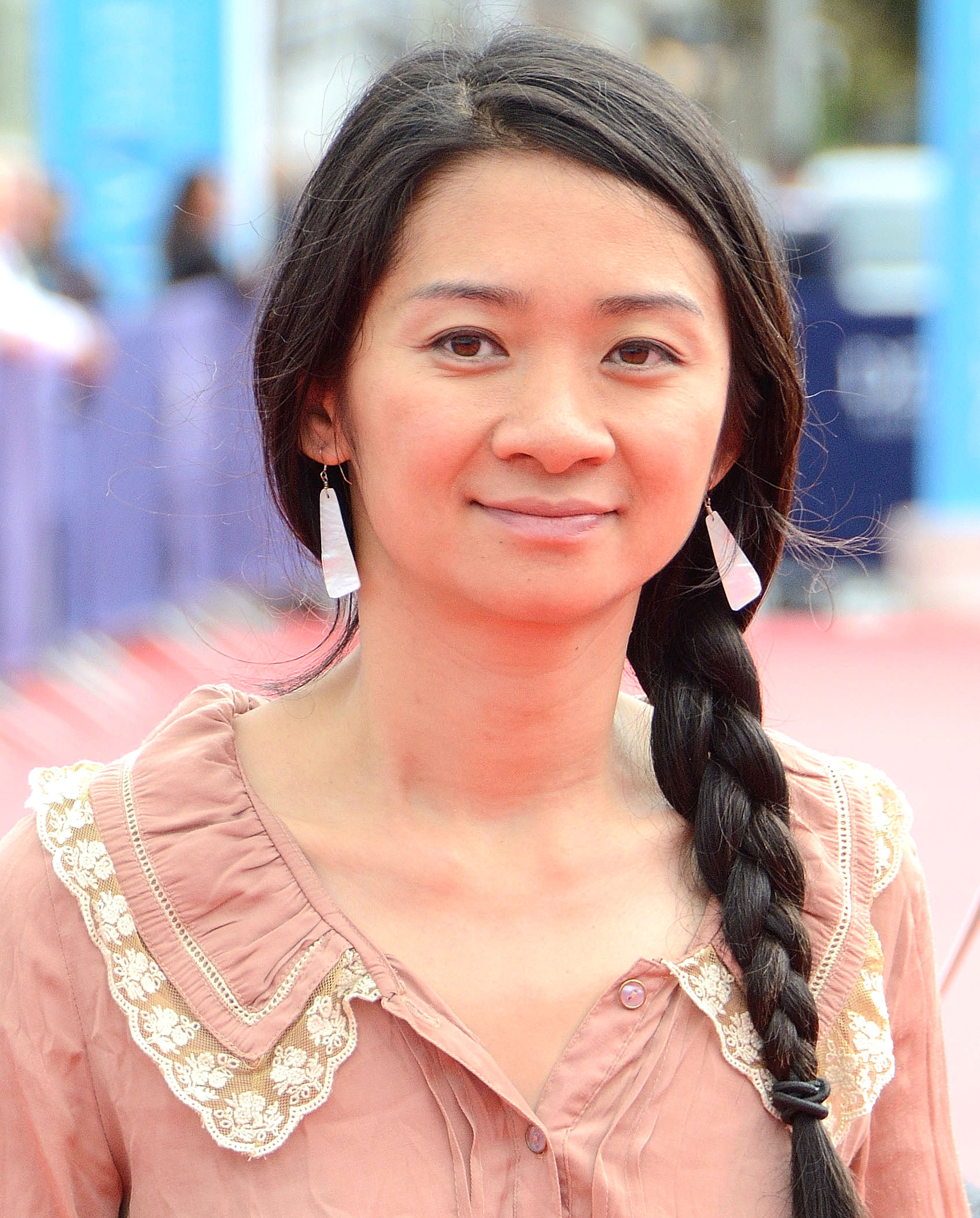
Chloé Zhao (Nomadland), Gewinnerin des Goldenen Löwen

Internationaler Wettbewerb um den Goldenen Löwen
- Goldener Löwe: Nomadland – Regie: Chloé Zhao
- Silberner Löwe – Großer Preis der Jury: New Order – Die neue Weltordnung – Regie: Michel Franco
- Silberner Löwe – Beste Regie: Kiyoshi Kurosawa (Supai no tsuma / Wife of a Spy)
- Coppa Volpi – Bester Darsteller: Pierfrancesco Favino (Padrenostro)
- Coppa Volpi – Beste Darstellerin: Vanessa Kirby (Pieces of a Woman)
- Bestes Drehbuch: Chaitanya Tamhane (The Disciple)
- Spezialpreis der Jury: Dorogie Tovarischi! – Regie: Andrei Kontschalowski
- Marcello-Mastroianni-Preis: Rouhollah Zamani (Khōrshīd)

Ehrenpreis
- Goldener Löwe als Ehrenpreis für ein Lebenswerk: Tilda Swinton und Ann Hui[10]

Preis für den besten Debütfilm
- „Luigi De Laurentiis Venice Award“ („Lion of the Future“) für den besten Debütfilm des Festivals: Listen von Ana Rocha de Sousa.[29]

Orizzonti
- Bester Film: The Wasteland / Dashte Khamoush – Regie: Ahmad Bahrami
- Beste Regie: Lav Diaz (Genus Pan / Lahi, Hayop)
- Spezialpreis der Jury: Entre tú y milagros – Regie: Mariana Saffon Ramírez
- Beste Darstellerin: Khansa Batma (Zanka Contact)
- Bester Darsteller: Yahya Mahayni (Der Mann, der seine Haut verkaufte)
- Bestes Drehbuch: Pietro Castellitto (I Predatori)
- Bester Kurzfilm: Entre tú y milagros – Regie: Mariana Saffon Ramírez

Weitere Preise
- Queer Lion: The World to Come von Mona Fastvold[30]
- ARCA CinemaGiovani Award | ARCA CinemaGiovani[31]
  - Best Film of Venezia 77: Pieces of a Woman von Kornél Mundruczó
  - Best Italian Film in Venice: Notturno von Gianfranco Rosi
- Brian Award | UAAR (Unione degli Atei e degli Agnostici Razionalisti): Quo Vadis, Aida? von Jasmila Žbanić
- Edipo Re Award | Edipo Re Srl Sociale: Der Mann, der seine Haut verkaufte von Kaouther Ben Hania
- Premio Fondazione Fai Persona Lavoro Ambiente | Fai Cisl Studio e Ricerche Foundation: The Wasteland / Dashte Khamoush von Ahmad Bahrami
  - Special Mention (treatment of issues related to environment): Der Masseur von Małgorzata Szumowska und Michał Englert ex aequo mit Kitoboy (The Whaler Boy) von Filipp Jurjew
  - Special Mention (treatment of issues related to work): Dorogie Tovarischi! von Andrei Kontschalowski
- Fanheart3 Award| Associazione Fanheart3:
  - Graffetta d’Oro for Best Film: Saint-Narcisse von Bruce LaBruce
  - Nave d’Argento for Best OTP: The World to Come von Mona Fastvold
  - VR Fan Experience: Baba Yaga von Eric Darnell, Mathias Chelebourg
  - VR Special Mention: The Metamovie Presents: Alien Rescue von Jason Moore
- FEDIC Award | Federazione Italiana dei Cineclub
  - Best Film: Miss Marx von Susanna Nicchiarelli
  - Special Mention FEDIC: Assandira von Salvatore Mereu
  - Special Mention FEDIC for Best Short Film: Finis Terrae von Tommaso Frangini
- FIPRESCI Award | FIPRESCI (International Federation of Film Critics): The Disciple von Chaitanya Tamhane
  - Best Film from Orizzonti and parallel sections: The Wasteland / Dashte Khamoush von Ahmad Bahrami
- Francesco Pasinetti Award | Sindacato Nazionale Giornalisti Cinematografici Italiani
  - Best Film: Le sorelle Macaluso von Emma Dante
  - Best Actor: Alessandro Gassman für Non odiare von Mauro Mancini
  - Best Actress: Ensemble von Le sorelle Macaluso
- GdA Director’s Award | Giornate degli Autori: Kitoboy von Filipp Jurjew
- Europa Cinemas Label Award | Giornate degli Autori: Oaza (Oasis) von Ivan Ikić
- BNL Gruppo BNP Paribas People’s Choice Award | Giornate degli Autori: 200 Meters von Ameen Nayfeh
- Lanterna Magica Award | Associazione Nazionale C.G.S.: Khōrshīd von Majid Majidi
- Leoncino d’Oro Award | Agiscuola, UNICEF: New Order – Die neue Weltordnung von Michel Franco
  - Cinema for UNICEF: Notturno von Gianfranco Rosi
- Lizzani Award | ANAC (Associazione Nazionale Autori Cinematografici): Le sorelle Macaluso von Emma Dante
- Nuovoimaie Talent Award | Nuovoimaie - i diritti degli artisti; in collaboration with Sindacato Nazionale Giornalisti Cinematografici Italiani and Sindacato Nazionale Critici Cinematografici Italiani
  - Best New Young Actor: Luka Zunic
  - Best New Young Actress: Eleonora De Luca
- La Pellicola d’Oro Award | Ass.ne Culturale “Articolo 9 Cultura & Spettacolo” e S.A.S. Cinema
  - Best Production Manager: Cristian Peritore für Le sorelle Macaluso von Emma Dante
  - Best Head of camera and electrical department: Raffaele Alletto für Padrenostro von Claudio Noce
  - Best Dressmaker: Paola Seghetti für Miss Marx von Susanna Nicchiarelli
- RB Casting Award | RB Casting: Linda Caridi für Was uns hält von Daniele Luchetti
- Grand Prize Venice International Film Critic’s Week | Venice International Film Critics Week: Hayaletler (Ghosts) von Azra Deniz Okyay
- Verona Film Club Award | Venice International Film Critics Week: Pohani Dorogy (Bad Roads) von Natalya Vorozhbit
- Mario Serandrei - | Venice International Film Critics Week: Topside von Celine Held und Logan George
- Award for Best Short Film SIC@SIC 2020 | Venice International Film Critics Week: J'Ador von Simone Bozzelli
- Award for Best Director SIC@SIC 2020 | Venice International Film Critics Week: Le Mosche von Edgardo Pistone
- Award for Best Technical Contribution SIC@SIC 2020 | Venice International Film Critics Week: Gas Station von Olga Torrico
- SIGNIS Award | SIGNIS International (World Catholic Association for Communication): Quo Vadis, Aida? von Jasmila Žbanić
  - Special Mention: Nomadland von Chloé Zhao
- “Sorriso diverso” Award | Associazione studentesca UCL (L’università cerca lavoro)
  - Best Italian Film: Non Odiare von Mauro Mancini ex aequo mit Notturno von Gianfranco Rosi
  - Best Foreign Film: Listen von Ana Rocha De Sousa ex aequo mit Selva Trágica von Yulene Olaizola
  - Il viaggio turismo Enit: Padrenostro von Claudio Noce
- Premio Soundtrack Stars Award | Free Event and Sindacato Nazionale Giornalisti Cinematografici Italiani
  - Best Soundtrack: Miss Marx von Susanna Nicchiarelli; Musik von Gatto Ciliegia und Grande Freddo
  - Lifetime Achievement Award: Giorgio Moroder
  - musica&cinema Special Price: Diodato
- Premio UNIMED | UNIMED (Unione delle Università del Mediterraneo): Quo Vadis, Aida? von Jasmila Žbanić
- Premio Fair Play al Cinema - Vivere da Sportivi | Associazione Vivere da Sportivi: Nomadland von Chloé Zhao
  - Special Mention: City Hall von Frederick Wiseman